# Politica di Cuba
Le elezioni cubane sono regolamentate dalla  "ley 72", approvata all'unanimità il 29 ottobre 1992 dall'Assemblea nazionale del potere popolare. Tale legge, che sostituisce la normativa elettorale introdotta nel 1976 dopo una consultazione referendaria, fu suggerita nell'ambito del IV Congresso Nazionale del Partito Comunista di Cuba e introdusse per la prima volta il voto universale, diretto, libero e segreto nelle elezioni provinciali e nazionali. La riforma elettorale, così come la coeva revisione costituzionale, si collocò temporalmente in un periodo di difficile congiuntura economica e internazionale dovuta al collasso dell'Unione Sovietica e alla disarticolazione del blocco socialista.
Gli scienziati politici definiscono il sistema politico cubano come un regime autoritario a partito unico in cui non è ammessa l'opposizione politica. A Cuba si tengono elezioni, ma non sono considerate democratiche. Secondo gli indici di democrazia V-Dem, Cuba è un'"autocrazia chiusa". La censura dell'informazione (compresi i limiti all'accesso a Internet) è estesa, e il giornalismo indipendente è represso a Cuba. Reporter senza frontiere ha definito Cuba come uno dei peggiori Paesi al mondo per la libertà di stampa.
La natura della partecipazione politica a Cuba ha prodotto accese discussioni tra politici di opposte visioni politiche, politologi e filosofi. Diverse conclusioni sono state raggiunte, alcune delle quali descrivono Cuba come una dittatura, altre come una Repubblica popolare, una Grassroots democracy, una democrazia apartitica o un peculiare regime rivoluzionario. Sembra però esserci accordo sul fatto che Cuba non può essere definita una democrazia liberale.

## Suffragio

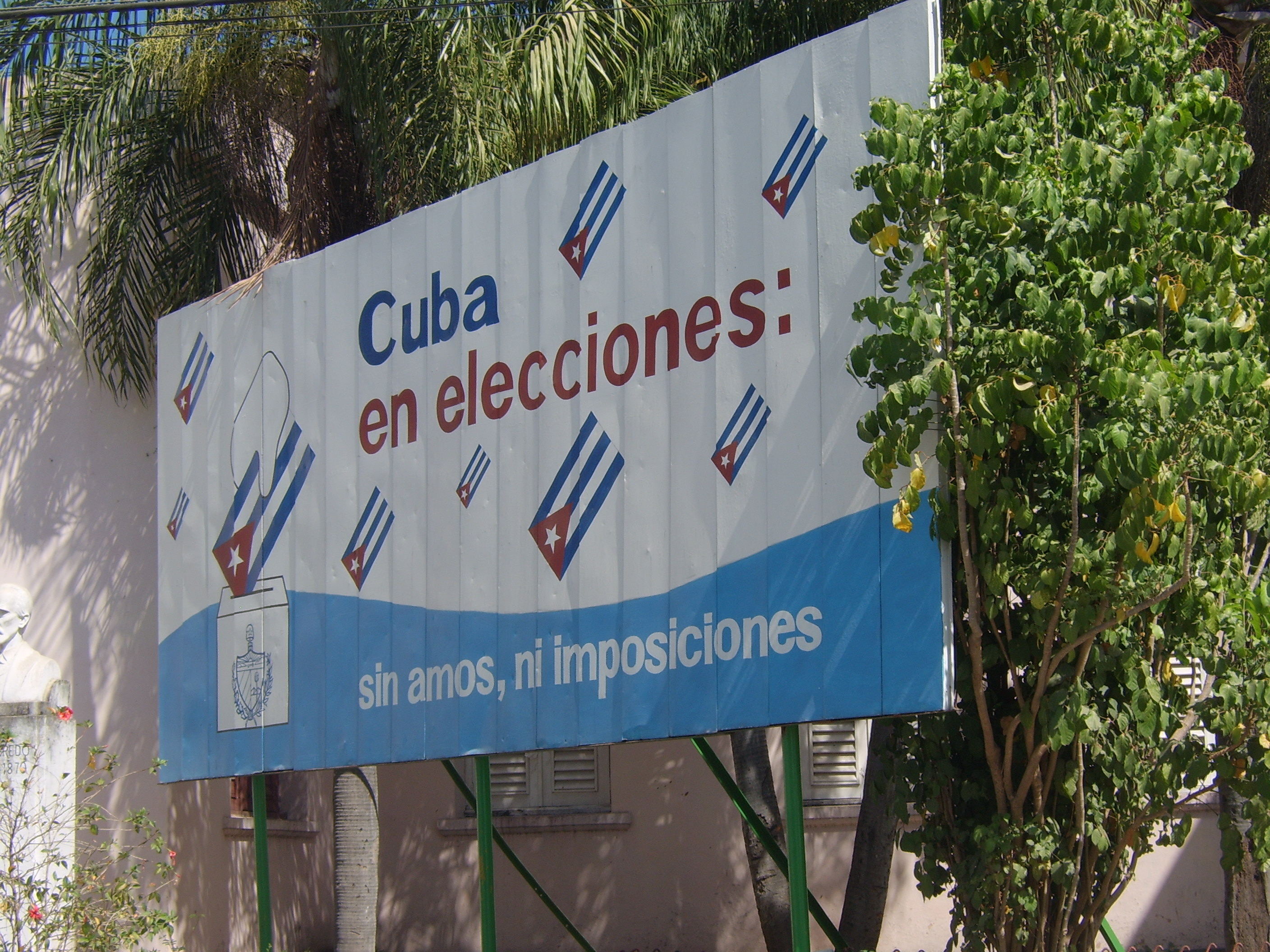
Manifesto esposto dal governo durante le elezioni nazionali 2008

Il diritto di voto è regolato dal principio del suffragio universale ed è riservato ai cittadini che abbiano compiuto il sedicesimo anno d'età. Possono essere eletti in Consiglio comunale (Asamblea Municipal del Poder Popular) o provinciale (Asamblea Provincial del Poder Popular) tutti i cittadini che abbiano compiuto 16 anni, mentre per essere eletti Deputati l'età si alza a 18 anni e si richiede almeno una precedente candidatura alle provinciali.

## Il processo elettorale
Il processo elettorale si svolge due fasi distinte. La prima fase, mirata alla selezione dei candidati, ha luogo a livello molto parcellizzato e coinvolge i cittadini a partire dalle assemblee di quartiere. La seconda fase consiste nel sottoporre i candidati confermati a livello municipale all'approvazione dell'intero corpo elettorale della circoscrizione. Risultano eletti i soli candidati che abbiano ottenuto almeno la metà più uno dei voti validi espressi nella rispettiva circoscrizione elettorale. I Deputati nazionali non sono professionisti e pertanto svolgono le loro funzioni a titolo completamente gratuito.

### La selezione dei candidati
I candidati non vengono proposti da partiti ma escono da un'estesa consultazione che comincia da assemblee generali convocate a livello di quartiere. In queste sedi i cittadini si riuniscono e ciascuno ha diritto di proporre un nome (anche il proprio) illustrandone pubblicamente le qualità.
Occorre precisare che attraverso questo metodo viene selezionata soltanto la metà dei precandidati che vengono proposti alle elezioni mentre il restante 50% viene proposto direttamente dalle "Commissioni di candidatura", composte da rappresentanti della Centrale dei Lavoratori di Cuba, dei Comitati di Difesa della Rivoluzione, della Federazione delle Donne Cubane, dell'Associazione Nazionale dei Piccoli Agricoltori, della Federazione Studentesca Universitaria e della Federazione degli Studenti della Scuola Media.
In ogni municipio la selezione definitiva dei candidati, il cui numero equivale al numero di delegati assegnati al municipio stesso, viene fatta dall'Assemblea Municipale del Potere Popolare.
Il meccanismo viene giustificato in quanto garantirebbe la rappresentatività di figure sociali, quali artisti, sportivi e scienziati, ritenute meritevoli di rappresentanza; alcune critiche si concentrano però sul fatto che molte delle personalità proposte con questo metodo sarebbero distanti dalla realtà locale che dovranno poi rappresentare e talvolta vengano elette addirittura in provincie diverse da quella dove vivono e lavorano, similmente a quanto del resto avviene ormai comunemente in democrazie parlamentari come l'Italia.

### Le commissioni elettorali
Per organizzare, dirigere e validare i processi elettorali si creano apposite Commissioni elettorali a livello nazionale, provinciale, municipale e distrettuale.
La Commissione elettorale nazionale, nominata dal Consiglio di Stato, ha i compiti, tra gli altri, di dettare le eventuali regole complementari alla legge elettorale, di designare i membri delle Commissioni provinciale e di dichiarare l'eventuale nullità delle elezioni tenute in una o più circoscrizioni di un Municipio, o dell'elezione di un candidato, qualora non siano state rispettate le regole previste dalla legge elettorale. Le commissioni provinciali, municipali e distrettuali presiedono ai meccanismi elettorali nei rispettivi livelli giurisdizionali.

### Le elezioni generali
Le elezioni vere e proprie consistono in una sorta di secondo turno nel quale i candidati precedentemente selezionati vengono sottoposti all'approvazione popolare: il Paese viene suddiviso in circoscrizioni elettorali (territorialmente coincidenti con le Provincias) e in ciascuna viene presentata una lista che raccoglie tutti i nomi dei candidati (corrispondenti al numero dei seggi in palio per quella circoscrizione). Ogni cittadino può scegliere se esprimere una o più preferenze, consapevole che risulteranno eletti soltanto i candidati capaci di raccogliere l'approvazione di almeno il 50% dei votanti.
Nel caso in cui alcuni seggi rimanessero vacanti al Consiglio di Stato è data facoltà di decidere se lasciare vacanti i seggi fino alle successive elezioni, assegnare all'Assemblea municipale il compito di nominare il Deputato o indire nuove elezioni.

### Voto Unido
Sulla scheda elettorale è prevista la presenza di una casella dedicata all'espressione del cosiddetto voto unido. Apponendo un segno su questa, viene espressa una preferenza verso tutti i candidati in lista. Il governo Cubano supporta questa opzione sostenendo che il voto unido serve a rafforzare l'unità del Paese e la sua immagine internazionale ma sottolinea che la scelta degli elettori è assolutamente libera, vista la segretezza del voto. Gli oppositori denunciano invece che quella a favore del voto unido è l'unica propaganda elettorale ammessa e la sovraesposizione mediatica di questa opportunità, segnalata persino all'entrata dei seggi, falsa la competizione elettorale.

### Propaganda elettorale
L'assenza di propaganda viene descritta come un metodo per assicurare ad ogni candidato lo stesso trattamento, evitando campagne elettorali milionarie e manipolazioni dell'opinione pubblica. È prevista invece l'affissione di schede biografiche di ogni candidato in alcuni luoghi pubblici.
Tali schede, di eguali dimensioni e formato, contengono accanto alla fotografia, nome e cognome, età, titolo di studio, professione, biografia, ed elenco delle associazioni che appoggiano il candidato. I candidati possono inoltre partecipare congiuntamente a conferenze e fare visite ad opifici per parlare con i lavoratori e farsi da loro conoscere personalmente.

### Lo scrutinio
I seggi non sono presidiati da militari o forze dell'ordine e la tradizione vuole che alla custodia delle urne siano delegati dei bambini che indossano le proprie uniformi scolastiche. Terminata la votazione il Presidente del seggio apre le urne e procede al computo delle schede votate e dei voti ottenuti da ciascun candidato.
I risultati delle votazioni vengono affissi fuori dal seggio e all'esterno delle sedi delle organizzazioni di massa e di alcuni luoghi pubblici. La legge prevede che alle operazioni di scrutinio possono presenziare i membri delle Commissioni elettorali, i rappresentanti delle associazioni di massa e i cittadini che lo richiedano..

### Scadenze elettorali
Le elezioni dei delegati alle Assemblee Municipali si svolgono ogni due anni e mezzo, mentre quelle a livello Provinciale e Nazionale ogni cinque anni. Tutti gli eletti possono essere revocati dai loro elettori in ogni momento del mandato.

## Democraticità del voto
Da quando Cuba è diventata una Repubblica di stampo marxista-leninista il suo regime è stato duramente criticato e condannato da vari soggetti: oppositori interni, Governi stranieri e associazioni internazionali.

### La posizione del governo
Il governo cubano sostiene che il sistema politico interno è democratico perché assicura la segretezza del voto e la pubblicità dello scrutinio.
Questo punto di vista può essere riassunto da una dichiarazione del Presidente del Parlamento cubano, Ricardo Alarcón: "Ogni tanto la retorica statunitense cambia parlando di democrazia... Secondo me, il punto di partenza è riconoscere che la democrazia dovrebbe iniziare con la definizione di Pericle - la società è per il bene della maggioranza - e non dovrebbe essere imposta dall'esterno".
Cuba giustifica inoltre l'esistenza del partito unico argomentando che il PCC non è un partito politico in senso liberal-democratico. Non propone né elegge candidati, non partecipa alle elezioni né interferisce con esse; il suo ruolo è quello di guida, supervisore e garante della partecipazione democratica, dello sviluppo sostenibile e della giustizia ed eguaglianza sociale
.

### La posizione degli Stati Uniti d'America
Gli Stati Uniti d'America considerano Cuba una dittatura dove il regime controlla ogni aspetto della vita attraverso il Partito Comunista di Cuba, le organizzazioni di massa a questo affiliate, la burocrazia governativa e l'apparato di sicurezza statale.
Nel report ufficiale su Cuba dell'Ufficio Democrazia, Diritti Umani e Lavoro del Governo Statunitense viene denunciato come il partito Comunista sia l'unico partito che possa partecipare alle elezioni e sebbene una piccola percentuale di candidati non sia formalmente affiliata al partito, anche questa viene scelta attraverso il medesimo processo di selezione controllato. Si afferma inoltre che sebbene non esplicitato formalmente, l'essere membri del partito è prerequisito per raggiungere posizioni di alto livello e avanzamenti di carriera.
Lo stesso report accusa il governo di saturare i media e di fare propaganda diretta per il voto unido. Riporta poi come, sebbene la legge autorizzi i cittadini a non votare, il Comitato per la Difesa della Rivoluzione faccia spesso pressioni per indurre a votare.
Altra accusa che viene rivolta al governo cubano riguarda il suo rifiuto verso ogni cambiamento del sistema politico giudicato incompatibile con la rivoluzione.

### La posizione dell'Unione europea
Cuba è l'unico paese latinoamericano e uno dei pochi nel mondo senza un accordo di cooperazione con l'Unione europea.
Nel 1996 la Spagna, dove il Partito Popolare di Aznar aveva appena vinto le elezioni, propose al Consiglio dell'Unione europea di assumere una posizione comune su Cuba che contemplasse la rottura della cooperazione, una chiusura di credito e il dialogo con gli oppositori del regime. Il testo della Posizione comune adottato dagli Stati Membri, sebbene differente rispetto alla versione proposta dalla Spagna, stabiliva per la prima volta di subordinare la cooperazione bilaterale con Cuba ai cambiamenti politici ed economici che sarebbero intervenuti sull'isola.
Un deciso peggioramento delle relazioni tra UE e Cuba seguì la notizia dell'arresto di 75 dissidenti cubani legati al cosiddetto Progetto Varela, tra il marzo e l'aprile del 2003, e l'esecuzione di tre uomini che avevano dirottato un'imbarcazione per lasciare il Paese e dirigersi in Florida. Il 5 giugno 2003, sempre su iniziativa spagnola, l'UE decise di adottare una serie di sanzioni, per limitare le visite governative bilaterali ad alto livello, ridurre il profilo delle partecipazioni degli Stati membri ad eventi culturali, invitare i dissidenti cubani alle celebrazioni nazionali ufficiali e rivalutare la Posizione Comune.. Questa decisione portò a una serie di controversie diplomatiche note come Cocktail wars.
Nel 2004 con la sconfitta di Aznar e l'elezione del socialista José Luis Rodríguez Zapatero, Madrid cambiò la propria politica e cominciò a riallacciare i rapporti diplomatici e invocare la sospensione delle sanzioni comunitarie. Nella seconda metà del 2004, i 75 prigionieri politici furono rilasciati e nel gennaio 2005 il governo cubano ripristinò con tutti gli Stati UE i rapporti diplomatici interrotti con l'adozione delle sanzioni. Il 31 gennaio dello stesso anno la UE decise la sospensione delle sanzioni.
L'adozione della Posizione comune europea venne giustificata ufficialmente con la situazione dei diritti umani ma alcuni autori sottolineano come talvolta il giudizio sui diritti umani venga ridotto alla sola valutazione della democrazia del sistema, che spesso viene a sua volta ridotta alla sola presenza di elezioni pluripartitiche.
I critici dell'atteggiamento Comunitario verso Cuba argomentano che in molti Paesi del mondo (e in alcuni Stati dell'America Latina) è possibile evidenziare notevoli carenze concernenti il rispetto dei diritti umani e dello Stato di diritto ma questo non ha impedito che tutti i Paesi latinoamericani, ad eccezione di Cuba, abbiano accordi di cooperazione con l'Unione europea..
Il 18 giugno 2007 il Consiglio della UE, pur tornando a rimarcare che «il governo cubano continua a negare ai suoi cittadini le libertà e i diritti civili, politici ed economici internazionalmente riconosciuti», e riaffermando la volontà di «mantenere un dialogo con la società civile e l'opposizione democratica», ha annunciato la volontà di riprendere un dialogo aperto e comprensivo con le autorità cubane su tutti gli argomenti di mutuo interesse.

### La posizione dell'Organizzazione degli Stati Americani
Cuba è stato sospeso dall'Organizzazione degli Stati Americani (OAS) sin dal 1962.

La IACHR, organo dell'OAS, in una relazione sui diritti umani a Cuba del 1997 ha affermato che il criterio principale nell'elaborazione della relazione stessa è stato la mancanza di libere elezioni secondo gli standard accettati a livello internazionale, condizione che viola il diritto alla partecipazione politica affermato all'Articolo 20 della Dichiarazione Americana dei Diritti e dei Doveri dell'Uomo.

### L'opinione di alcune ONG statunitensi
Nel 1999, la ONG Freedom House iniziò il “Cuban Democracy Project”, creato per supportare e incoraggiare giornalisti, attivisti dei diritti umani, sindacati e partiti indipendenti e altre organizzazioni. Nel report “Freedom in the World 2005” l'associazione ha assegnato al Paese caraibico il rating più basso per i diritti politici e la democrazia elettorale sottolineando l'assoluto dominio del sistema politico da parte del Partito Comunista di Cuba e denunciando l'illegalità delle altre organizzazioni politiche e la repressione del dissenso politico.
Il report 2006 della ONG Human Rights Watch descrive Cuba come un'anomalia nell'America latina a causa del suo governo antidemocratico che reprime ogni forma di dissenso politico. Sottolinea inoltre la lunga permanenza al potere di Fidel Castro e la sua indisponibilità a prendere in considerazione persino minime riforme. Conclude quindi giudicando che ai cittadini cubani siano negati i basilari diritti di espressione, associazione, assemblea, riservatezza, movimento oltre che il diritto ad un giusto processo.